# Jodi Rell
Mary Jodi Rell (nombre de soltera Mary Carolyn Reavis,  (Norfolk Virginia, 16 de junio de 1946-20 de noviembre de 2024) fue una política republicana estadounidense que fue la Gobernadora No. 87 del estado de Connecticut. Su periodo de gobierno fue de 2004 a 2011. 

## Biografía
Fue vicegobernadora del mismo estado durante el gobierno de John G. Rowland. Rowland la removió de su cargo al ser acusada de corrupción y ser sometida a investigación. Fue la segunda mujer en gobernar este estado después de Ella Grasso. En 2010 entregó el poder a Dannel P. Malloy.